# Powiat sulechowski
Powiat sulechowski – powiat w zachodniej Polsce, w dawnym województwie zielonogórskim, istniejący w latach 1951–1975 na obszarze obecnych powiatów zielonogórskiego i nowosolskiego (woj. lubuskie). Zajmował powierzchnię 736 km², a jego ośrodkiem administracyjnym i siedzibą władz był Sulechów. Ponadto w skład powiatu sulechowskiego wchodziły miasta: Babimost i Kargowa, a także gminy Bojadła, Kolsko oraz Trzebiechów.
W 1945 r. do Polski przyłączono powiat sulechowsko-świebodziński (cylichowsko-świebodziński), jako część Ziem Odzyskanych. 28 czerwca 1946 utworzono powiat świebodziński, w którego skład wszedł m.in. Sulechów. Jednostka o nazwie powiat sulechowski powstała 1 stycznia 1951, po przyłączeniu do powiatu babimojskiego Sulechowa oraz gmin Cigacice, Krężoły i Trzebiechów z powiatu świebodzińskiego, a także gmin Bojadła i Kolsko z powiatu zielonogórskiego z jednoczesnym przemianowaniem powiatu babimojskiego na sulechowski i ustaleniem siedziby powiatowej rady narodowej w Sulechowie. 31 maja 1975, w wyniku reformy administracyjnej, terytorium powiatu weszło w skład nowego (mniejszego) województwa zielonogórskiego. W związku z reformą administracyjną wojewoda lubuski przedstawił formalny wniosek o odtworzenie powiatu sulechowskiego o granicach sprzed 1975 r. (oprócz gminy Kolsko). Mimo pozytywnych opinii rad zainteresowanych gmin, rady powiatu zielonogórskiego i sejmiku województwa lubuskiego powiatu nie przywrócono, a okoliczne gminy włączono do powiatu zielonogórskiego.